# Kinderpsychoanalyse
Die Kinderpsychoanalyse oder auch Kinderanalyse gilt als Teilgebiet der Psychoanalyse. Erstmals von Hermine Hug-Hellmuth angewandt, wurde sie von Anna Freud und Melanie Klein weiterentwickelt.

## Entstehung

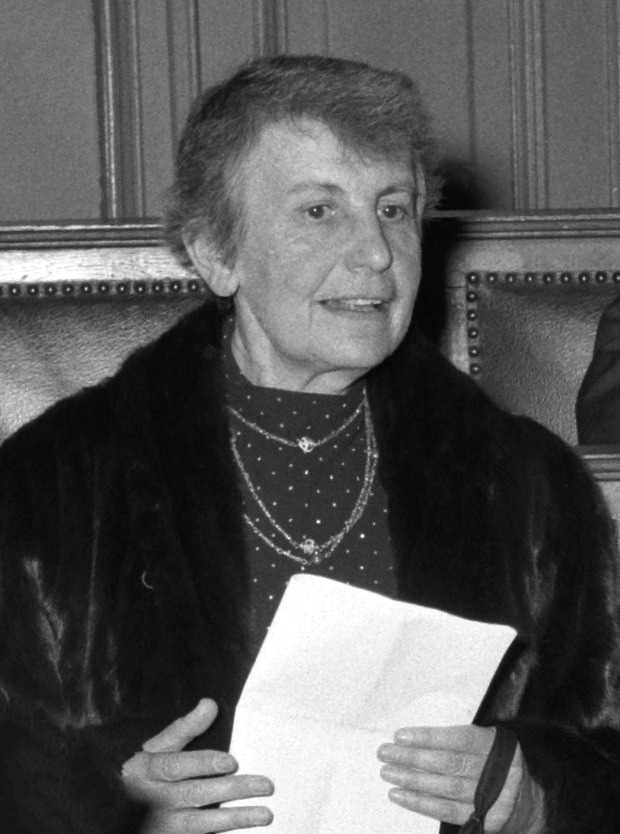
Anna Freud 1956

Die Kinderpsychoanalyse entstand in den 1920er Jahren aus der Psychoanalyse von Sigmund Freud. Freud selbst wandte die psychoanalytische Methodik vorwiegend bei Erwachsenen an. Er stand der Ausweitung der Psychoanalyse auf Kinder zuerst skeptisch gegenüber, da er die Zugänglichkeit von Kindern für die Psychoanalyse in Frage stellte. In den 1900er Jahren behandelte Freud erstmals ein vierjähriges Kind und veröffentlichte 1909 den Fall „Kleiner Hans“ in seiner Schrift Analyse der Phobie eines fünfjährigen Jungen. Der „Kleine Hans“ und Freud trafen sich nur einmal persönlich, dennoch therapierte er erfolgreich die Phobie des Kindes allein durch die Erzählungen des Vaters. Für Freud war dies ausschließlich ein „pädagogisches Experiment“ und noch keine Möglichkeit der Entwicklung eines Ansatzes, um Kinder mit psychoanalytischen Methoden zu behandeln. Heute gilt der Fall „Kleiner Hans“ als Beginn der Kinderpsychoanalyse.
In Österreich praktizierte Hermine Hug-Hellmuth als Erste die Psychoanalyse bei Kindern. In der klassischen Psychoanalyse wird bei der Behandlung von Erwachsenen die Freie Assoziation eingesetzt, um das Unbewusste zu erforschen. Äquivalent dazu sah Hug-Hellmuth bei der Analyse von Kindern das Spiel, welches spontan stattfindet und den Zugang zu unbewussten Fantasien, inneren Konflikten und Ängsten eines Kindes öffnet. Hermine Hug-Hellmuth verstand die Aufgabe der Kinderpsychoanalyse darin, den Charakter zu analysieren und das Kind zu erziehen. 1920 veröffentlichte sie ihren Artikel Zur Technik der Kinderanalyse.
Hug-Hellmuth und weitere Psychoanalytiker, unter anderem Carl Gustav Jung, befassten sich bereits vor Anna Freud mit der Kinderpsychoanalyse. Anna Freud legte allerdings den Grundstein dafür, die Kinderpsychoanalyse als eigenständigen Ansatz zu systematisieren und entwickelte sie mit Melanie Klein weiter.
Zu den ersten praktizierenden Kinderanalytikern in den verschiedenen Ländern gehörten ferner Dorothy Tiffany Burlingham und Donald W. Winnicott in England, August Aichhorn in Österreich, Hans Zulliger und Mira Oberholzer-Gincburg in der Schweiz, Josine Müller und Ada Müller-Braunschweig in Deutschland, Jenny Aubry in Frankreich, Alice Balint und Lucy P. Liebermann in Ungarn, Steff Bornstein in der Tschechoslowakei, Sabina Spielrein in Russland sowie Erik H. Erikson und Anny Angel-Katan in den USA.

### Anna Freud

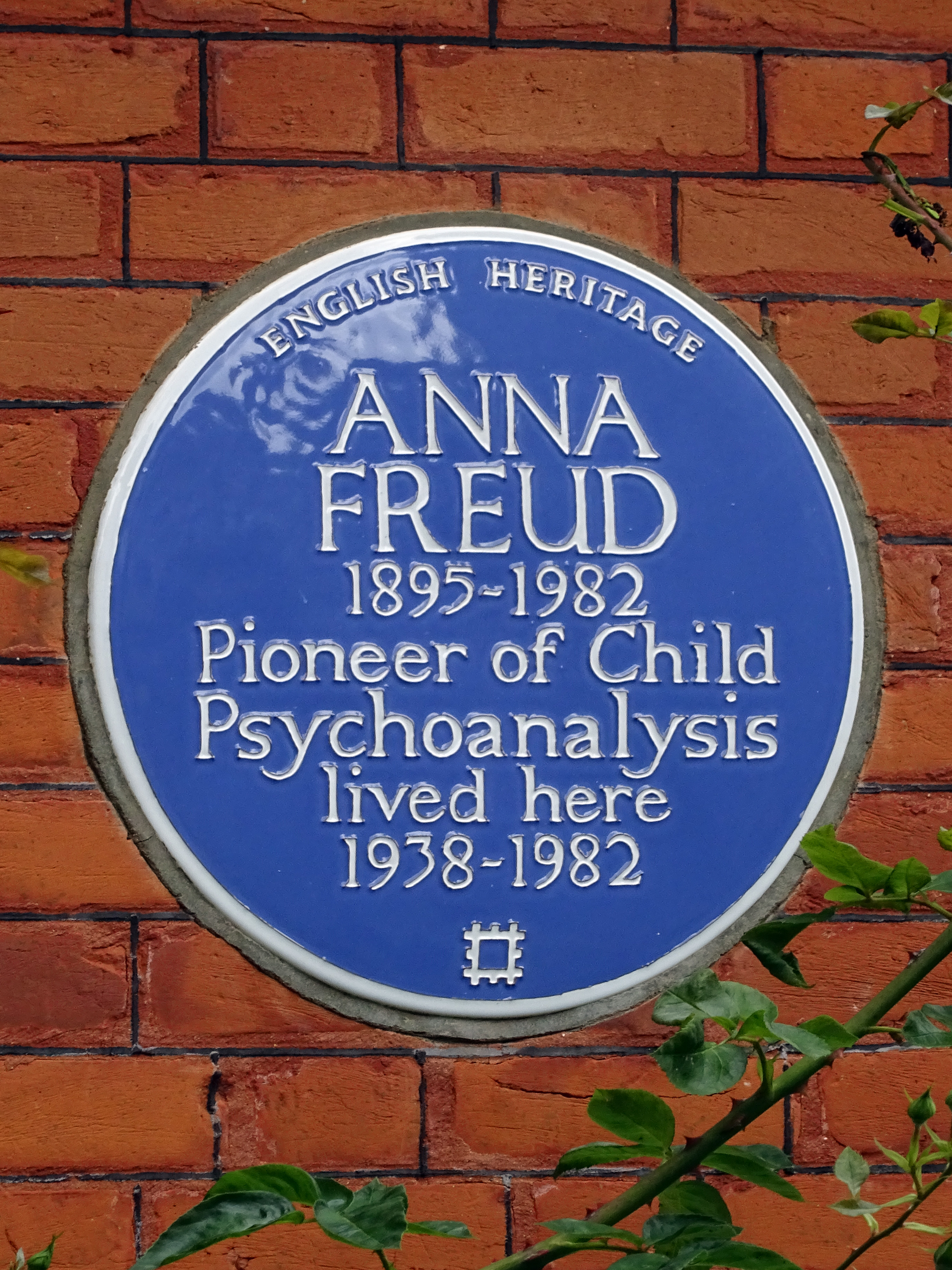
Anna Freud: Pionierin der Kinderpsychoanalyse

Anna Freud war Lehrerin und interessierte sich für die Verknüpfung von pädagogischen Fragen mit der Psychoanalyse. Um das Jahr 1924 beschäftigte sie sich das erste Mal mit der Kinderpsychoanalyse teilweise unter Anleitung durch Hermine Hug-Hellmuth. In den Anfängen widmete sie sich auch August Aichhorns Arbeit mit vernachlässigten Kindern und veranstaltete Treffen mit Pädagogen, welche später als „Kinderseminar“ bezeichnet wurden. Im Jahr 1926 begann sie Vorträge zu halten und veröffentlichte im Jahr 1927 ihre Schrift Einführung in die Technik der Kinderanalyse. Anna Freud bereitete den Weg zu einer kinderpsychoanalytischen Ausbildung und leitete von 1935 bis 1938 das Ausbildungsinstitut für Kinderpsychoanalytiker in Wien. 1937 gründete sie gemeinsam mit Dorothy Burlingham die Jackson-Krippe in Wien um psychoanalytische Methoden in der Arbeit mit Kindern anzuwenden. Die Kinder, die hier betreut wurden, kamen aus armen Familien und waren nicht älter als zwei Jahre. Die Krippe stellte sowohl eine Institution für die psychoanalytische Ausbildung als auch eine Forschungseinrichtung dar. Anna Freud führte hier ihre ersten Studien zum kindlichen Essverhalten durch und beobachtete die Entwicklung der Kinder.
Anna Freud sah früher als ihr Vater die zunehmende Bedrohung der Familie durch die Nationalsozialisten und setzte sich für die Emigration der Familie ein. Erst nachdem sie - nach dem Anschluss Österreichs an das Deutsche Reich - am 22. März 1938 von der Gestapo in Wien verhört worden war, entschloss sich die gesamte Familie zur Emigration nach England. Anna Freud floh am 4. Juni 1938 zusammen mit ihren Eltern, den Geschwistern und Dorothy Burlingham nach London, wohin 1933 bereits ihr Bruder Ernst L. Freud emigriert war.
Im Jahr 1941 eröffnete Anna Freud gemeinsam mit Dorothy Burlingham das „Children’s Rest Centre“ in London, welches später in die „Hampstead War Nurseries“ umbenannt wurde. Hier sollten Kinder während des Zweiten Weltkrieges Schutz finden und umsorgt werden. Anna Freud sah die „Nurseries“ als ein natürliches Experiment, um bei Kindern die Auswirkungen der Zerstörung des Krieges und der Folgen einer Trennung von Kind und Eltern zu untersuchen. Das Verhalten der Kinder wurde beobachtet und verschriftlicht. Die Beobachtungen in den „Hampstead War Nurseries“ stellten eine der Grundlagen für Freuds spätere Theorien dar. Sie erkannte, dass die Kinder zwar in den „Nurseries“ den Verletzungen des Krieges nicht mehr ausgesetzt waren, allerdings unter den emotionalen Verletzungen durch die Trennung von der Familie und ihrem Zuhause litten. Sie ermöglichte daher den Eltern der untergebrachten Kinder den freien Zugang zu den „Hampstead War Nurseries“ und ermutigte sie zu einem gemeinsamen Zusammenleben.

### Melanie Klein

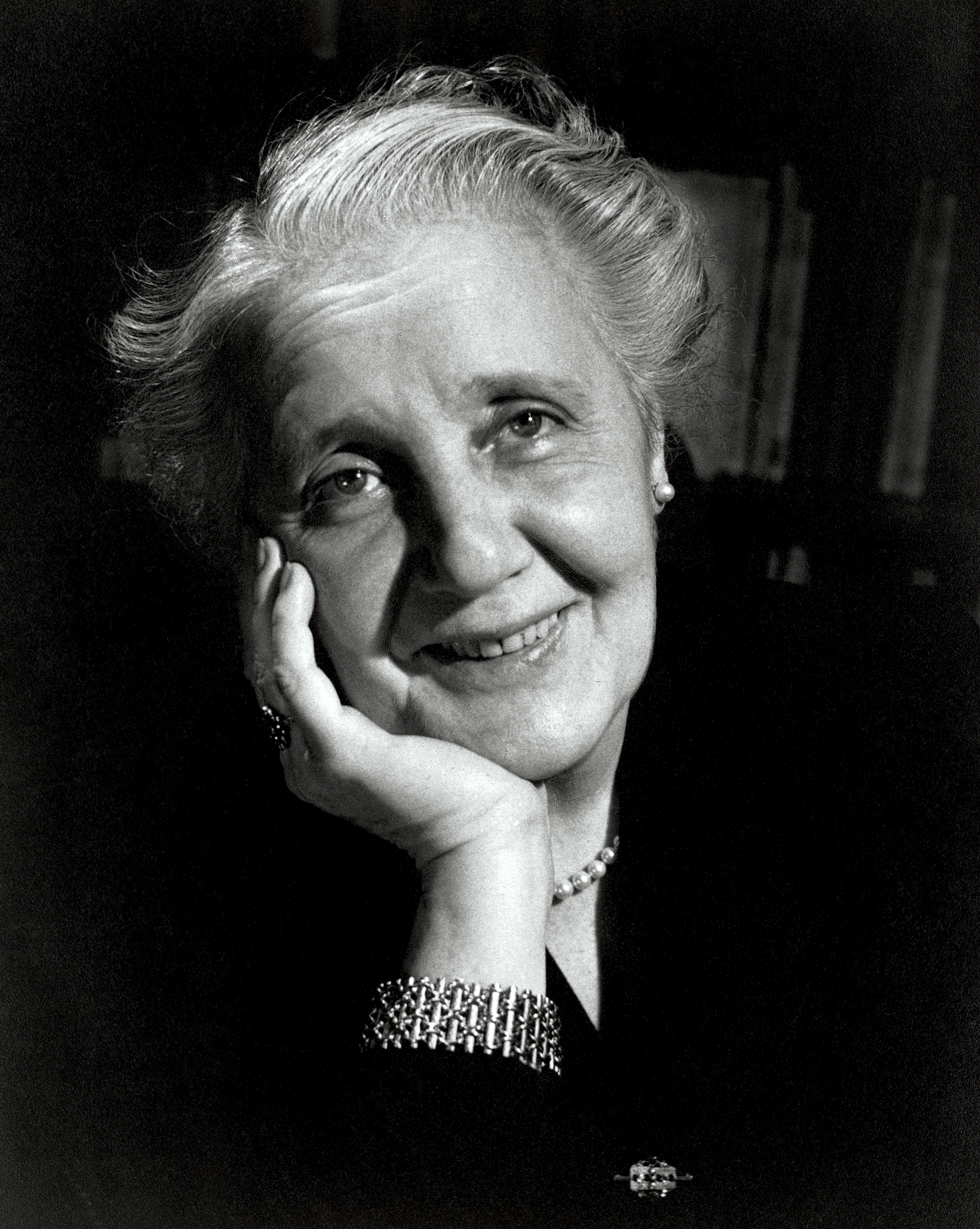
Melanie Klein 1952

Melanie Klein verbrachte ihr Leben damit, die Kinderpsychoanalyse voranzutreiben. Sie wird als Pionierin der Spieltechnik in der Psychoanalyse mit Kindern angesehen. Wie Hug-Hellmuth sah Klein im Spiel den Zugang zum kindlichen Unbewussten und betonte die Wichtigkeit einer freien und ungestörten Spielsituation um unbewusste Prozesse zu deuten. Im Jahr 1920 wurde ihr erster Artikel in Freuds Zeitschrift „Internationale Zeitschrift für Psychoanalyse“ veröffentlicht, in welchem sie über die Fallstudie mit ihrem Sohn schreibt. Dabei handelte es sich noch um keine Analyse, sondern um eine Beschreibung des Verhaltens ihres Sohnes und um eine psychoanalytische Interpretation. Aufgrund der Kritik, sie vernachlässige das Unbewusste des Kindes, begann Melanie Klein die psychoanalytischen Techniken bei ihrem Sohn anzuwenden und interpretierte unter anderem seine Fantasien und Träume. In ihren ersten Schriften berichtet Klein vorwiegend von Fallanalysen. Sie entwickelte die Theorie der frühen Objektbeziehungen, welche von einer Bindung des Kindes an Objekte, wie die mütterliche Brust, bereits in den ersten Lebensmonaten ausgeht. In diesem Zusammenhang sind auch Kleins Konzepte der „paranoiden-schizoiden Position“ und der „depressiven Position“, welche laut ihr Teil der kindlichen Entwicklung sind, zentral für die Kinderpsychoanalyse. Im Jahr 1925 ließ sich Klein in London nieder. Mit ihren Arbeiten beeinflusste sie nachhaltig die englische Kinderpsychoanalyse. Die Kleinianer, gemeint ist die Gruppe um Melanie Klein, agierte nach der Einigung in den Debatten zwischen Freud und Klein, immer unabhängiger und etablierte einen eigenen Diskurs.

### Kontroverse zwischen Freud und Klein
In den 1920er Jahren entstand zwischen Anna Freud und Melanie Klein eine Kontroverse, welche in den 1940er Jahren ihren Höhepunkt erreichte. Es bestanden Meinungsdifferenzen über die psychoanalytische Theorie und Praxis. Anna Freud betrachtete die Kinderpsychoanalyse von einem pädagogischen und entwicklungspsychologischen Zugang aus. Sie deklarierte Unterschiede zwischen einer psychoanalytischen Behandlung bei Kindern und Erwachsenen und sah die Ausbildung der Sprache bei Kindern als Voraussetzung für das Analysieren. Melanie Klein hingegen legte ihren Fokus auf die vorsprachliche Phase und sah keinen Unterschied zwischen der Behandlung von Kindern und jener von Erwachsenen. Deshalb analysierte sie auch sehr kleine Kinder mithilfe der von ihr entwickelten Spieltechnik. Differenzen bestanden auch zu der Theorie des Ödipuskomplex: Anna Freud war der Meinung, dass der Vater im Ödipuskomplex die zentrale Bedeutung hat. Melanie Klein sprach diese Bedeutung allerdings der Mutter zu. Einen zentralen Streitpunkt stellte darüber hinaus die Ausbildung des Über-Ichs dar: Melanie Klein hielt daran fest, dass sich das Über-Ich parallel zum Ödipus-Komplex entwickelt. Anna Freud wies hingegen auf die Bedeutung von externen Einflüssen für die Ausbildung des Über-Ich's hin und datierte dessen Entwicklung somit später in der kindlichen Entwicklung.
Die Meinungsdifferenzen zwischen Freud und Klein wurden bisher nur in wissenschaftlichen Zeitschriften ausgetragen. Doch als Anna Freud 1938 nach London flüchtete, traf sie nun persönlich in der Britischen Psychoanalytischen Gesellschaft auf Melanie Klein. Von 1941 bis 1945 fanden heftige Debatten zwischen den beiden Gruppen statt, die als „Controversial Discussions“ bekannt wurden. Auf der einen Seite stand die Wiener Gruppe unter anderen mit Anna Freud und Dorothy Tiffany Burlingham. Auf der anderen Seite befand sich die Londoner Gruppe unter anderem mit Melanie Klein und Paula Heimann.
In Abgrenzung zu diesem Streit bildete sich die mittlere Gruppe der Unabhängigen (British Independent Group) heraus, zu denen u. a, Donald W. Winnicott, John Bowlby und Michael Balint, Sylvia Payne, Marjorie Brierley, William R. D. Fairbairn, Ella Freeman Sharpe und Paula Heimann gehörten. Diskussionsthemen waren sowohl psychoanalytische Grundfragen, wie die der Methodik, als auch die Regelung der Ausbildungsordnung. Die Auseinandersetzung endete im Kompromiss und in der Anerkennung verschiedener theoretischer Schulen innerhalb der Kinderpsychoanalyse. So kam es zur Etablierung von drei Hauptgruppen: der klassischen Psychoanalyse mit den Anna-Freudianern, den Kleinianern und einer unabhängigen Gruppe mit denjenigen, die sich keiner der beiden anderen Gruppen zuordnen wollten. Die Kontroverse zwischen Anna Freud und Melanie Klein wird heute als wichtiger Meilenstein in der Entwicklung der Kinderpsychoanalyse angesehen, da sie die Theorie und Methodik vorangetrieben hat.

## Besonderheiten in der Behandlung
Anna Freud sah Kinder nicht als „kleine Erwachsene“ wie ihr Vater Sigmund Freud, sondern als unreif, weshalb ihrer Ansicht nach eine andere Behandlung bei Kindern notwendig sei als bei Erwachsenen. Die Unterschiede in der psychoanalytischen Behandlung von Erwachsenen und Kindern lösten bei den Psychoanalytikern zahlreiche Diskussionen aus. Anna Freud sah vor allem drei Besonderheiten bei der Behandlung von Kindern im Gegensatz zu einer Behandlung von Erwachsenen: Erstens hätten Kinder keine Krankheitseinsicht und folglich keine Motivation für eine Behandlung. Laut Freud sollte deshalb bei Kindern mit einer Phase der Vorbereitung begonnen werden, um das Interesse des Kindes an einer psychoanalytischen Behandlung zu wecken. Zweitens würden sich Kinder nicht nur verbal ausdrücken, weshalb die Freie Assoziation als Methode wegfallen würde. Melanie Klein sah im Gegensatz dazu das kindliche Spiel als Ersatz für die Freie Assoziation als zentral an. Drittens würde es laut Anna Freud bei Kindern zu keinen Übertragungsneurosen kommen, da diese in einer Abhängigkeit mit ihren Eltern stehen, einer Sichtweise, der Melanie Klein widersprach. Im Unterschied zur Anna Freud ersetzte sie außerdem die freie Assoziation gänzlich durch das Spiel und deutete von Anfang an die Spielhandlungen des Kindes.
Als ein weiterer Unterschied in der Behandlung zu Erwachsenen wird die Tatsache beschrieben, dass die Behandlung sich dem jeweiligen Entwicklungsstand des Kindes anpassen müsse und die Behandlungen von Kindern daher diagnostisch und behandlungstechnisch altersspezifisch differenziert werden müssen.
Charakteristisch für die Psychoanalyse mit Kindern ist außerdem die Notwendigkeit der methodisch reflektierten Einbeziehung der Eltern. Eine erfolgreiche Elternarbeit gilt als Voraussetzung für das Gelingen der Psychoanalysen mit Kindern und Jugendlichen. Allgemein gilt, dass die Zusammenarbeit mit den Eltern desto intensiver und zeitlich dichter sein muss, je jünger das zu behandelnde Kind ist. Elternarbeit kann je nach Gegebenheiten des Einzelfalles mit dem Elternpaar stattfinden wie auch mit einzelnen Elternteilen, mit getrennt lebenden Eltern, Adoptiv- und Pflegeltern und ggf. weiterer Außenstehenden, zu denen auch Stellen der Jugendfürsorge gehören können.

## Die Kinderpsychoanalyse heute
In der Psychoanalyse soll der Psychoanalytiker stets eine abstinente und neutrale Haltung wahren. Dies gilt auch für die heutige Kinderpsychoanalyse
sowie für die Einbindung der Eltern, die als auch als Kind-Eltern-Psychoanalytiker Dreieck bezeichnet wird. Darüber hinaus stellt heutzutage die Spieltechnik eine der wichtigsten Methoden als Zugang zu den unbewussten Prozessen in der Psychoanalyse bei Kindern dar. Der Fokus liegt auf den Prozessen und dem Erleben der psychoanalytischen Beziehung, sowie den Deutungen von beispielsweise Fantasien, Übertragungen und Gegenübertragungen. In der Interaktion ist der Therapeut dabei weder unabhängiger Beobachter noch wissende Autorität, sondern mitwirkendes Gegenüber.
Wie die Entwicklungspsychologie ergänzte die Kinderpsychoanalyse die erinnerte und rekonstruierte Kindheit aus den Analysen Erwachsener durch die direkte Kinderbeobachtung. Sie steht in enger Wechselbeziehung zur Säuglings- und Kleinkindforschung, wie der von Margaret Mahler, René A. Spitz, Erik H. Erikson, Daniel Stern und Martin Dornes. Umgekehrt ist sie beeinflusst von der Pränatalpsychologie sowie den Neurowissenschaften und eng verbunden mit der Psychoanalytischen Pädagogik, der Psychagogik sowie einigen Strömungen der Reformpädagogik verbunden, an denen immer wieder auch Psychoanalytiker beteiligt waren, wie z. B. August Aichhorn, Bruno Bettelheim, Siegfried Bernfeld, Ernst Schneider, Fritz Redl, Eva Rosenfeld, Nelly Wolffheim und Hans Zulliger.
Die Kinderpsychoanalyse arbeitet auch mit präventiven Programmen. Beispielhaft wurde vom Sigmund-Freud-Institut in Frankfurt eine Präventions- und Interventionsstudie ins Leben gerufen. Mithilfe dieses Programms soll die Anzahl psychosozialer Anpassungsstörungen mit dem Eintritt von Kindern in die Schule verringert werden.
Auf der Grundlage der psychoanalytischen Konzepte der Objektbeziehungstheorien und der Mentalisierung, unter Einbeziehung von Befunden der Neurowissenschaften und des Embodiments, belegen internationale Studien die Möglichkeiten der Frühprävention. Mit dem Aufzeigen der Abhängigkeit typischer Fehlentwicklungen von der sozialen und familiären Umgebung wird einer einseitig genetischen oder biologistischen Sichtweise widersprochen.
Parallel zur historischen Entwicklung der Psychoanalyse finden sich auch in der Kinder- und Jugendlichenpsychoanalyse speziellere Ausformungen wie die der an Anna Freud anknüpfenden Ich-Psychologie, der Selbstpsychologie nach Heinz Kohut, der französischen Schule nach Jacques Lacan sowie der Analytische Psychologie nach Carl Gustav Jung. Auswirkungen auf die Theorie wie auf die Praxis hatten darüber hinaus vor allem die Bindungstheorie von John Bowlby und seit den 2000er Jahren das Konzept der Mentalisierung des englischen Psychoanalytikers Peter Fonagy. Mit beiden Konzepten kam es zu einer theoretischen Annäherung an andere psychodynamisch orientierten Psychotherapieschulen sowohl in der Anerkennung der bedeutsame Rolle der Bindung in der kindlichen Entwicklung als auch im Hinblick auf die Reflexion der psychotherapeutischen Beziehung in der klinischen Praxis unter Anwendung des Konzeptes der Mentalisierung.
Neben den klassischen Themen wie Urszene, Ödipuskomplex und Trauma gehören zu den zentralen Themen heutiger Kinderanalyse Fragen der Individuation, der Transformation des Denkens und der Identitätsentwicklung, wie etwa bei Transidentitäten.

## Wirksamkeit, Kritik
Die kinderpsychoanalytischen Werke und Theorien leisteten einen wesentlichen Beitrag, die Bedeutung der Erfahrungen in der Kindheit und deren Einfluss auf die spätere Entwicklung zu erkennen. Dies war unter anderem für die Weiterentwicklung der Entwicklungspsychologie wegweisend.
Die Forschung zur Wirksamkeit der Kinderpsychoanalyse wird als unzureichend und die Studienlage als dünn beschrieben. Ein Mangel wird vorwiegend am Fehlen randomisierter kontrollierter Studien festgemacht. Bisherige Forschungen zeigen allerdings eine Effektivität der psychoanalytischen Behandlung von Kindern auf. Die vorliegenden Studien weisen vor allem auf eine Wirksamkeit für folgende klinische Störungsgruppen hin: Angststörungen und Zwangsstörungen, affektive Störungen, Störungen des Sozialverhaltens, hyperkinetische Störungen. Darüber hinaus wurde eine höhere allgemeine Funktionsfähigkeit im Alltag und eine Steigerung des prosozialen Verhaltens nach einer psychoanalytischen Therapie bei Kindern gefunden. Hingewiesen wird auch auf die Nachhaltigkeit der Effekte kinderpsychoanalytischer Behandlungen, da oft eine langfristige Stabilität festgestellt wurde. Dennoch wird das Fehlen wissenschaftlicher Studien und die Notwendigkeit für Wirksamkeitsstudien im Bereich der Kinderpsychoanalyse betont. Somit besteht weiterer Forschungsbedarf.
Einen ersten Schritt hin zu systematischen Erhebungen in der Kinderanalyse machte das Anna Freud Center in den 1990er Jahren: Die Auswertung von 750 Einzelfällen von Kindern und Erwachsenen zeigte, dass die psychoanalytische Behandlung vor allem bei Kindern mit einer diagnostizierten emotionalen Störung effektiv war. Dabei profitierten Kinder mit einer emotionalen Störung und einer hohen Anpassung vorwiegend von einer Therapie, die maximal zwei Mal pro Woche stattfand. Hingegen zeigte sich eine intensive Therapie mit drei bis fünf Sitzungen pro Woche bei Kindern mit einer emotionalen Störung und langanhaltenden, schweren psychosozialen Problemen, wie z. B. Verhaltensstörungen, als wirksam. Weitere Studien liegen für manualisierte Verfahren bei spezifischen Störungsbildern vor.
Einige Forscher widersprachen der Meinung, dass psychoanalytische Psychotherapie zu wenig empirisch und evidenzbasiert beforscht worden seien und führten entsprechende systematische Überprüfungen durch, die auch für spezielle Manuale oder Settings wie der psychoanalytischen Kurzzeitherapie mit Kindern vorliegen. Manualisierungen in der Kinderpsychoanalyse werden kritisch reflektiert, weil sie einerseits Methodenoffenheit psychoanalytischen Vorgehens einschränken können und andererseits eine Anpassung an Forschungsvorgaben der Evidence based Medicine besser erfüllen können.

## Weitere bekannte Kinderanalytiker
- Elisabeth Brainin
- Françoise Dolto
- Caroline Eliacheff
- W. Ernest Freud
- Gustav Hans Graber
- Hans Hopf (Psychoanalytiker)
- Agathe Israel
- Maud Mannoni
- Joyce McDougall
- Beata Rank-Minzer

## Ausgewählte Werke
- Sigmund Freud: Analyse der Phobie eines fünfjährigen Jungen, 1908[31]
- Hermine Hug-Hellmuth: Zur Technik der Kinderanalyse. Internationale Zeitschrift der Psychoanalyse, 1921[6]
- Anna Freud: Einführung in die Technik der Kinderanalyse. Psychoanalytischer Verlag, Wien 1927, aktuelle Ausgabe Fischer-Verlag, Frankfurt am Main, 1989, ISBN 978-3-497-02111-6
- Anna Freud: Normalität und Pathologie in der Kindheit – Beurteilung der Entwicklung. Internationale Universitäts Presse, New York 1965[6]
- Melanie Klein: Das Seelenleben des Kleinkindes und andere Beiträge zur Psychoanalyse. Klett-Cotta, Stuttgart 2015, ISBN 978-3-608-94722-9.
- Melanie Klein: Ein Kind entwickelt sich. Methoden und Technik der Kinderpsychoanalyse. Kindler, München 1981, ISBN 3-463-02222-2.
- Gerald H. J. Pearson (Hrsg.): Handbuch der Kinder-Psychoanalyse. Fischer, Frankfurt am Main 1983, ISBN 3-596-27324-2.
- Caroline Eliacheff: Das Kind, das eine Katze sein wollte. Psychoanalytische Arbeit mit Säuglingen und Kleinkindern. dtv, München 1997, ISBN 978-3-423-35135-5.
- Donald W. Winnicott: Blick in die analytische Praxis: Piggle. Bruchstück einer Psychoanalyse. Klett-Cotta, Stuttgart 1996, ISBN 978-3-608-91787-1.
- Annegret Wittenberger: Psychoanalytische und tiefenpsychologisch fundierte Psychotherapie bei Kindern. Kohlhammer, Stuttgart. 2016, ISBN 978-3-17-030206-8.

## Fachzeitschriften
- Analytische Kinder- und Jugendlichen-Psychotherapie (AKJP). Zeitschrift für Theorie und Praxis der Kinder- und Jugendlichen-Psychoanalyse und der tiefenpsychologisch fundierten Psychotherapie, Frankfurt am Main: Brandes & Apsel, seit 1994, vorher: Beiträge zur analytischen Kinder- und Jugendlichen-Psychotherapie, 1975–1993, vorher: Beiträge zur Psychagogik: Zeitschrift für analytische Psychotherapie bei Kindern und Jugendlichen, 1972–1975
- Studien zur Kinderpsychoanalyse, hg. von der Österreichischen Studiengesellschaft für Kinderpsychoanalyse, Göttingen: Vandenhoeck & Ruprecht, 1981–2004
- Kinderanalyse. Zeitschrift für die Anwendung der Psychoanalyse in Psychotherapie und Psychiatrie des Kindes- und Jugendalters, Klett-Cotta, Stuttgart seit 1992
- The Psychoanalytic Study of the Child, Yale University Press, seit 1945
- Journal de la Psychanalyse de l'Enfant, Presses Universitaires de France seit 1986
- Adolescence – Revue trimestrielle de psychanalyse, psychopathologie et sciences humaines, L'Esprit du Temps, Cairn, seit 1983